# Bephratelloides melleus
Bephratelloides melleus is een vliesvleugelig insect uit de familie Eurytomidae. De wetenschappelijke naam is voor het eerst geldig gepubliceerd in 1874 door Westwood.